# كو كيونغ-تي
كو كيونغ-تي (هانغل: 고경태) هو لاعب كرة قدم كوري جنوبي في مركز الوسط، ولد في 6 أبريل 1995 في أداتشي في اليابان. لعب مع AC Nagano Parceiro ‏.

## وصلات خارجية
- كو كيونغ-تي على موقع رابطة كرة القدم اليابانية للمحترفين (اليابانية)